# Путна (Вранча)
Путна (рум. Putna) насеље је у Румунији у округу Вранча у општини Болотешти. Oпштина се налази на надморској висини од 125 m.

## Становништво
Према подацима из 2002. године у насељу је живело 629 становника, од којих су сви румунске националности.